# Hanna Brehmer
Hanna Brehmer född 10 september 1984 i Göteborg, är en svensk musikalartist. Dotter till musikern Anders Hagberg och rytmikläraren Bodil Brehmer. 
Hanna Brehmer utbildades på Balettakademin 2003-2006. Kontrakterades kort därefter till Göteborgsoperan för rollen som Skorpan i deras uppsättning av Bröderna Lejonhjärta. Senast spelade hon i Göteborgsoperans uppsättning av Romeo & Julia. 2010 spelade hon i West Side Story på Norrlandsoperan.

## Musikalroller
| År   | Roll      | Produktion                                                                      | Regi         | Teater          |
| ---- | --------- | ------------------------------------------------------------------------------- | ------------ | --------------- |
| 2006 | Maria     | West Side Story                                                                 |              | Teater Thalia   |
| 2007 | Skorpan   | Bröderna Lejonhjärta                                                            |              | Göteborgsoperan |
| 2007 | Ensemble  | The Wedding Singer                                                              |              | Wermland Opera  |
| 2008 | Ensemble  | Jekyll & Hyde                                                                   |              | Chinateatern    |
| 2008 | Neleus    | Mary Poppins Bröderna Sherman, Julian Fellowes, George Stiles och Anthony Drewe | Stina Ancker | Göteborgsoperan |
| 2009 | Korgossen | Romeo och Julia                                                                 |              | Göteborgsoperan |
| 2009 | Jemima    | Cats                                                                            |              | Cirkus          |
| 2010 | Rosalia   | West Side Story                                                                 |              | Norrlandsoperan |